# 榕樹澳

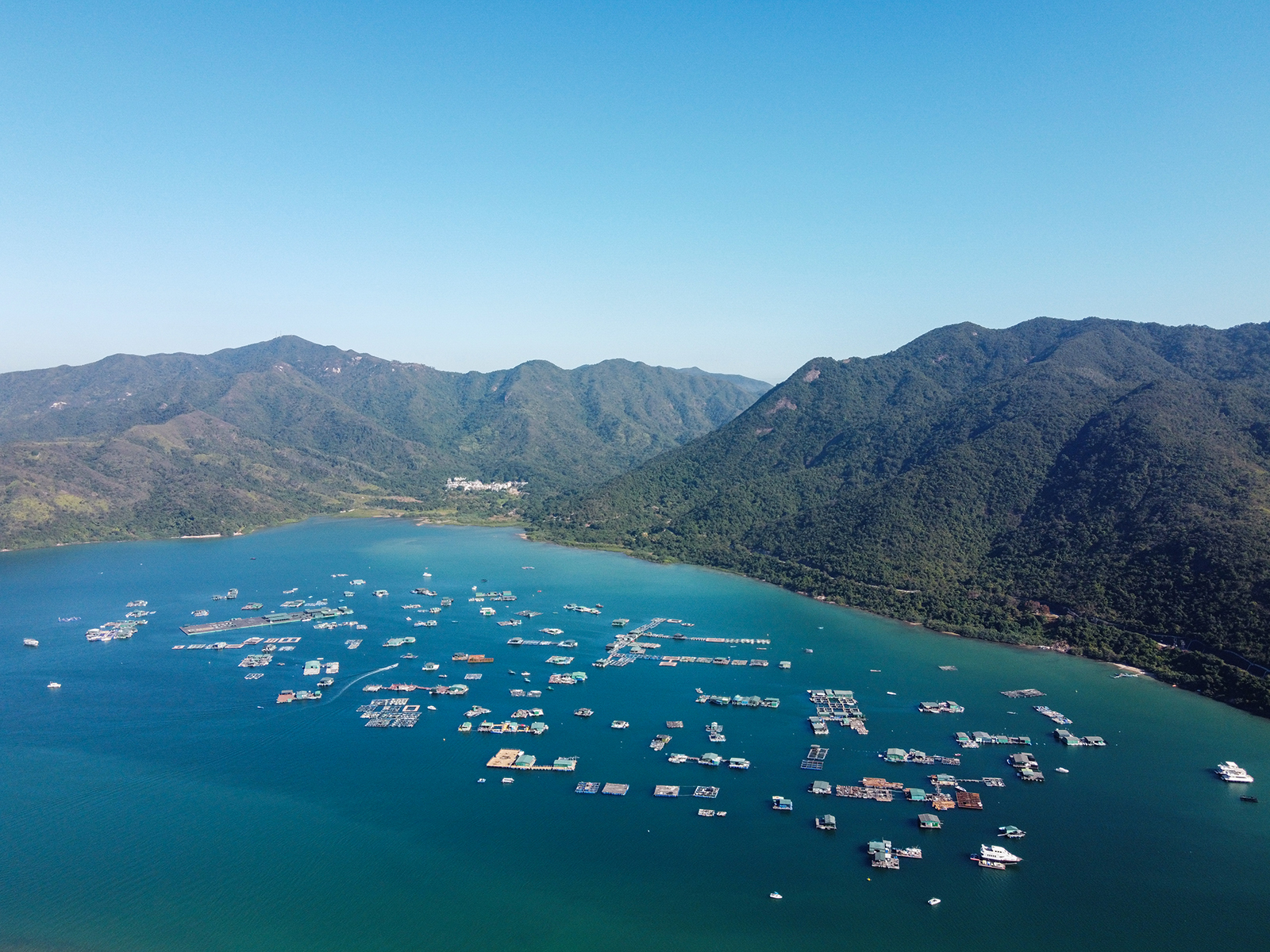
榕樹澳的鱼排

榕樹澳（Yung Shue O）是香港的一條原居民客家鄉村，主要為方姓及成姓，位於新界大埔區十四鄉北部，前臨企嶺下海，為一條寧靜的村落。榕樹澳方氏太公方肇基於清朝乾隆七年從東莞縣河田鄉落籍榕樹澳。
榕樹澳與深涌之間的黃地峒發現距今4萬年到6,800年前的石器加工場。榕樹澳也是香港12幅生態優先保育地點之一。
榕樹澳有80多戶魚排，是香港最大的海魚養殖區，2002年8月起獲漁護署已選定作為試推魚排休閒垂釣的兩個地點之一。榕樹澳附近有行山徑直通深涌、「嶂上郊遊徑」經「天梯」到嶂上及「榕北古道」到北潭涌，故假日有較多人前來郊遊。

## 交通
榕樹澳設有單線雙程車路連接西沙路水浪窩，沿途設有避車處方便對頭車輛，但通道為禁區，限制未獲授權駛車輛駛入，通道靠山的一邊為西貢西郊野公園範圍及集水區。
雖有車路到達，但由於路段非常狹窄，加上直往榕樹澳的道路為限制道路，故沒有任何公共交通直達。人們可從深涌渡輪碼頭沿行山徑走約一小時半，或乘坐的士來往榕樹澳。